# 鞭懸
鞭懸（むちかけ）は、神明造で、棟の下、扠首竿（さすざお）の左右に当たって破風面から、左右4本ずつ突き出した、計8本の小さい木である。小狭小舞(おさごまい)とも「ひれい」ともいう。

## 概要
その根元のほうは四角形で、尖端は円形である。
鞭懸という名称はこれに鞭を懸けたものであろうというのから出たとも、御饌料のイネ束などを懸けたものかともいうが、明確でない。
神道では、天神地祇の風光、衆人の寿命、国の擁衛、人民の轡策であるなどという。